# Defy You
«Defy You» es una canción de la banda estadounidense de punk rock The Offspring. Fue grabado (Junto con su propio videoclip) en 2001, después del lanzamiento de su álbum Conspiracy of One para la película Orange County. La canción también fue lanzada como sencillo en diciembre de 2001.
Pese a las afirmaciones iniciales que afirmaban que la canción aparecería en el próximo álbum de The Offspring en aquel momento (El cual se convertiría en Splinter), "Defy You" nunca fue publicada en ninguno de sus álbumes, excepto por su álbum recopilatorio Greatest Hits. Sin embargo, una versión acústica de la canción fue publicada en la edición japonesa de Splinter.
"Defy You" también fue la última canción grabada con Ron Welty en la batería antes de abandonar The Offspring para continuar con su proyecto paralelo, "Steady Ground".

## Listado de canciones
| N.º             | Título                                      | Duración |  |
| 1.              | «Defy You»                                  | 3:50     |  |
| 2.              | «One Hundred Punks (Cover de Generation X)» | 3:14     |  |
| 3.              | «Self Esteem (En vivo)»                     | 4:17     |  |
| 4.              | «Want You Bad (En vivo)»                    | 3:23     |  |
| Duración total: |                                             |          |  |

## Videoclip
El vídeo musical de la canción fue grabado en noviembre de 2001 y fue dirigido por Dave Meyers, quien también dirigió el vídeo de "Original Prankster", y debutó en MTV el 8 de diciembre. La mayoría del vídeo muestra a la banda tocando en frente de una tienda donde diversos eventos relacionados con el título de la canción se llevan a cabo.
Al comienzo del vídeo, dos hombres sospechosos roban artículos de la tienda. De repente, la policía empieza a correr hacia uno de ellos, y este entra en pánico, entonces la policía lo enfrenta y lo arresta, pero uno de ellos logra salir de la tienda. A continuación, este hombre pasa junto a dos perros, uno grande y uno pequeño. Los ladridos del perro pequeño asustan al más grande. Durante el puente instrumental, el cantante Dexter Holland entra a la tienda y compra un agua mineral. Después de otros eventos, el vídeo termina con un grupo de nerds siendo molestados por bravucones. Entonces, los nerds responden violentamente y finalmente los bravucones se van. El vídeo termina oscureciéndose lentamente.

### Apariciones en DVD
El video musical también aparece en el DVD llamado "Complete Music Video Collection", que fue lanzado en 2005.

## Posiciones en las listas
| Listas                                       | Posición |
| -------------------------------------------- | -------- |
| Australian ARIA Singles Chart                | N.º 22   |
| Austrian Singles Chart                       | N.º 54   |
| German Singles Chart                         | N.º 62   |
| Italian Singles Chart                        | N.º 17   |
| Swiss Singles Chart                          | N.º 52   |
| EE. UU. Billboard Hot Mainstream Rock Tracks | N.º 8    |
| EE. UU. Billboard Hot Modern Rock Tracks     | N.º 8    |
| EE. UU. Billboard Hot 100                    | N.º 77   |

## Créditos
- Dexter Holland - Vocalista, Gutarra rítmica
- Noodles - Guitarra
- Greg K. - Bajo
- Ron Welty - Batería